# Megaloblastenia
Megaloblastenia is een geslacht van korstmossen behorend tot de familie Megalosporaceae. De typesoort is Megaloblastenia flavidoatra.

## Soorten
Volgens Index Fungorum bevat het geslacht twee soorten (peildatum november 2021)
| Soortnaam                    | Auteur(s)                  | Publicatiejaar |
| ---------------------------- | -------------------------- | -------------- |
| Megaloblastenia flavidoatra  | (Nyl.) Sipman              | 1983           |
| Megaloblastenia marginiflexa | (Hook. f. & Taylor) Sipman | 1983           |